# Sepatnunggal (Majenang)
Sepatnunggal is een bestuurslaag in het regentschap Cilacap van de provincie Midden-Java, Indonesië. Sepatnunggal telt 2502 inwoners (volkstelling 2010).